# Ignacy Antoni Hebanowski
Ignacy Antoni Hebanowski (ur. ok. 1676, zm. 1718) – polski drukarz i księgarz, właściciel Drukarni Hebanowskich w Krakowie.
Pochodził z rodziny księgarzy. Jego ojcem był księgarz krakowski Andrzej Ignacy Hebanowski, matką Agnieszka Gniewkowska. Pierwsze nauki otrzymał od ojca; praktykował w drukarni Mikołaja Aleksandra Schedla. 22 listopada 1703 roku przyjął krakowskie prawo miejskie i objął stanowisko kierownika w nowo otwartej filii drukarni ojca we Lwowie. Jeszcze w 1703 roku przyjął lwowskie prawo miejskie.
Filia lwowska znajdowała się na Rynku pod numerem 10, w kamienicy Torusiewiczowskiej. Młody Hebanowski zatrudnił do pomocy równie młodego Jakuba Matyaszkiewicza i począł rozbudowywać księgarnię, pozyskując książki od jezuitów lwowskich i scholastyka kapitulnego. Rozwój księgarni zahamował rabunek Szwedów w 1704 roku i wybuch zarazy w latach 1705 - 1710. Co więcej, problemy prawne ojca w Krakowie skłoniły Ignacego do powrotu do Krakowa. Bibliotekę lwowską powierzono kierownictwu Matyaszkiewskiego.
Po przybyciu do Krakowa, Ignacy Hebanowski poślubił Różę Domańską, córkę znanego wówczas bibliotekarza, bibliopola i introligatora Krzysztofa Domańskiego. W 1712 roku zakupił na raty drukarnię po krakowskich drukarzach Scheldów za 9500 zł . Na siedzibę drukarni Ignacy zakupił kamienicę na rogu przy ulicy Floriańskiej i Placu Marianckim zwaną "Pod Ethyopy" (obecnie Pod Murzynami nr 1). 7 czerwca 1713 roku uzyskał od Augusta II przywilej zatwierdzający wyłączność druku 41 dawnych pozycji Schedlowskich oraz 54 nowych. Sam Ignacy otrzymał tytuł typografa Jego Królewskiej Mości. Drukował też wiele innych pozycji, m.in. kalendarzy z rozprawami historycznymi i poematami Franciszka i Stanisława Niewieskiego oraz Vesuvius flammis amoris divini ardens (1718) Antoniego Gorczyńskiego. Prowadził również księgarnię w Jarosławiu oraz okresowo w Lublinie.
W 1715 roku, z powodów nieporozumień finansowych, w atmosferze skandalu i rozpraw sądowych z Matyaszkiewiczem, zamknął filię we Lwowie. Od tego momentu, z powodu stresu ciągłymi procesami sądowymi z kolejnymi dłużnikami, zmarł w drodze do Warszawy.

## Życie rodzinne
Ignacy Antoni Hebanowski ze swoją żoną Różą miał pięcioro dzieci: synów - Ignacego, Fabiana, Sebastiana i Krzysztofa Jakuba oraz córki - Józefę Gajdzińską i Annę Morawską. Miał brata Mikołaja, który po śmierci ojca prowadził księgarnię w Warszawie, w facjacie kościoła Św. Jana oraz filie w Lublinie.